# Famille Kuun
Kuun d'Ozsdola (en hongrois : ozsdolai Kuun, parfois orthographié Kún) est le patronyme d'une ancienne famille de la noblesse hongroise.

## Origines
Famille sicule de Transylvanie originaire de Háromszék, elle remonte à Antal Kuun d'Osdola, député de la ville de Agyagfalva au parlement de Kézdiszék en 1506. Une branche de la famille est élevée au rang de comte en 1762 avec les frères László et István. On note également que le comte József  Kuun († 1919) changea son nom en Beck.

## Membres notables
- Kocsárd Kún (hu) (1490-1536), fils du précédent Antal, général (hadvezér) de Jean Szapolyai. Père du suivant.
- Gáspár Kuun (fl. 1580). Il fut tour à tour főispán des comitats suivants: Szolnok-Doboka, Hunyad, Zaránd et Küküllő.
- István Kuun (fl. 1680), főispán de küküllő.
- comte Kocsárd Kún (hu) (1803-1895), főispán de Hunyad, commissaire du gouvernement (1848-1849), fondateur et président honoraire de l'Association hongroise d'éducation publique de Transylvanie (EMKE (hu)).
- comte Géza Kuun (1838-1905), linguiste, philologue et orientaliste, membre de l'Académie hongroise des sciences.

## Liens, sources
- Iván Nagy: Magyarország családai, Pest, 1857-1868
- Béla Kempelen: Magyar nemes családok, Vol. VI
- Kislexicon, Kuún